# 柴田会
柴田会（しばたかい）は、兵庫県加古川市に本部を置く暴力団で、指定暴力団・六代目山口組の三次団体。

## 略歴
初代会長・柴田健吾は三代目山口組信原組の若頭であったが、1983年に信原組が解散すると竹中組に移籍し、同組で若頭補佐を務めた。
五代目山口組発足に伴い竹中組が山口組から脱退すると、二代目吉川組に移籍し、1991年12月に五代目山口組の直参に昇格した。
2015年9月10日、二代目柴田会の組織が竹中正久を初代とする「二代目竹中組」に改編され、その傘下に三代目柴田会が発足される。

## 系譜
- 初代 - 柴田健吾
- 二代目 - 安東美樹
- 三代目 - 金川隆次